# Gaspar Afán de Ribera
Gaspar Afán de Ribera fue un poeta español nacido en Granada a principios del siglo XVII, de familia ilustre; fue caballero de la Orden de Santiago, desempeñando cargos importantes; tomó parte en diversos certámenes poéticos, alternando con los principales ingenios andaluces de la época.

## Obra
Escribió muchas poesías; algunas de ellas lo fueron con destino al siguiente libro, cuya formación se le atribuye: Espejo poético en que se miran las heroycas hazañas y gloriosas victorias executadas y conseguidas por el Ecmo. Señor Francisco Fernández de la Cueva, Duque de Albuquerque... (Granada, 1662). Es una recopilación de varias poesías de autores diferentes, en elogio del citado magnate.